# Гергард Райхард
Гергард Райхард (нім. Gerhard Reichard; 7 березня 1918, Берлін — 15 червня 2003, Трір) — німецький військовик, фельдфебель люфтваффе, спостерігач 4-ї ескадрильї 31-ї розвідувальної групи. Кавалер Німецького хреста в золоті.

## Нагороди
- Залізний хрест 2-го і 1-го класу
- Комбінований Знак Пілот-Спостерігач
- Медаль «За зимову кампанію на Сході 1941/42»
- Кримський щит
- Авіаційна планка розвідувальної авіації в золоті
- Нагрудний знак «За поранення» в сріблі
- Медаль «Хрестовий похід проти комунізму» (Румунія)
- Орден «Доблесний авіатор», золотий хрест (Румунія)
- Почесний Кубок Люфтваффе (12 квітня 1943)
- Німецький хрест в золоті (16 серпня 1943)